# Gipshöhle
Als Gipshöhle wird eine Höhle in Gipsgestein bezeichnet. Beim Kontakt mit Sickerwasser nimmt Anhydrit Wasser auf und wandelt sich in Gips um. Anhydrit ist ein Sediment-Mineral und bildet sich oft als Verdunstungsprodukt von Meerwasser, es kommt fast immer grobkörnig oder massiv, selten kristallin vor. Die längste Gipshöhle ist die Optymistytschna-Höhle in der Ukraine.

## Gipshöhlen in Deutschland

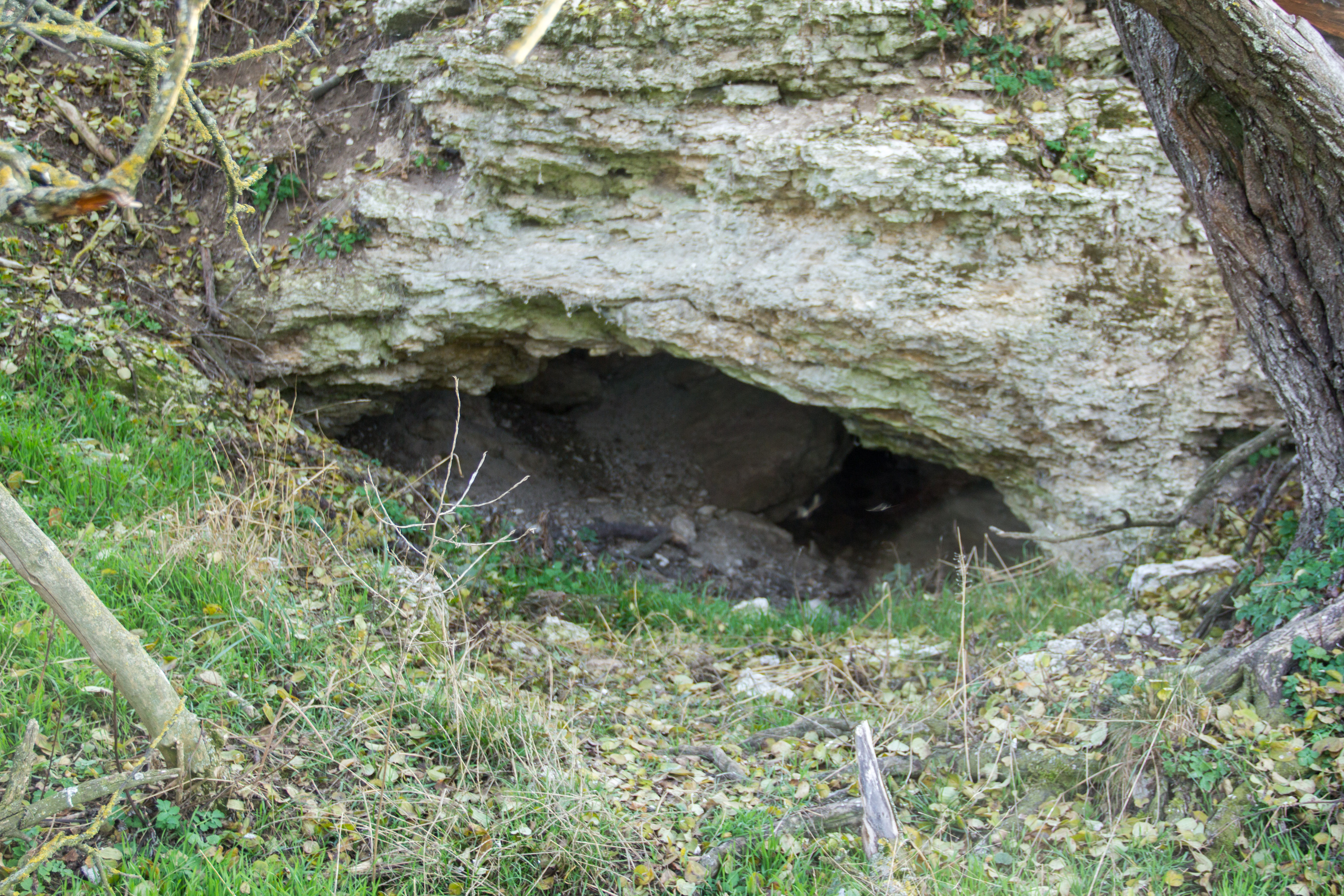
Eingang zur Gipshöhle Höllern

- Die Heimkehle bei Uftrungen im Harz
- Die Mathildenhöhle im Hils (Leinebergland) nahe Hannover in  Niedersachsen ist die einzige Höhle Europas im Juragips
- Die Kristallgrotte in der Marienglashöhle bei Friedrichroda mit eindrucksvollen Formationen aus Selenit
- Die Barbarossahöhle am Kyffhäuser bei Nordhausen
- Die Segeberger Kalkberghöhlen sind die längsten für die Öffentlichkeit begehbaren Gipshöhlen Deutschlands
- Die Wimmelburger Schlotte bei Eisleben (Sachsen-Anhalt) ist die längste in Deutschland bekannte Gipshöhle – für die Öffentlichkeit allerdings nicht zugänglich
- Die Gipshöhle Höllern, die größte Süddeutschlands, in Bayern im Naturschutzgebiet „Gipshöhle Höllern und Gipshügel Sieben Buckel“
- Die Sachsensteinhöhle, war die einzige Gips-Schauhöhle Niedersachsens, sie wurde in den 1950er Jahren durch einen Steinbruch zerstört

## Gipshöhlen in Österreich
Die Trübbachhöhle in Vorarlberg

## Gipshöhlen in der Schweiz
Die Grotte de la Crête de Vaas bei Sierre, (Kanton Wallis) ist die größte Gipshöhle im Alpenraum.